# ツラガ
ツラガ / Turagaとは玩具メーカー・レゴ社が作るストーリーライン・バイオニクルに登場する架空の賢者達である。

## 概要
自らの使命を果たしたトーアは、自らのトーアエナジーを永久に捨てる（使い果たした）ことでツラガに変化する。
エレメントパワーは失っているが、カノイの力は使うことができる。

## マタ・ヌイ島のツラガ
マクータによって眠りに付かされたマトランを目覚めさせるため、トーアパワーを使い果たしたトーア・メトロが変化した姿で、マタ・ヌイ島の村の長老たち。
ワカマ / Vakama
声 - 坂口芳貞
- カノイ：透明化のノーブルカノイ「フナ」

炎のツラガで、タ・コロ村の長老。
炎を象った杖・ファイヤースタッフを持つ。
ノカマ / Nokama
- カノイ：言語翻訳のノーブルカノイ「ラウ」

水のツラガで、ガ・コロ村の長老。
トライデント状の杖・フォークシェイプスタッフを持つ。
マタウ / Matau
- カノイ：幻覚のノーブルカノイ「マヒキ」

大気のツラガで、レ・コロ村の長老。
丸ノコ状の杖・カウカウスタッフを持つ。
ヌジュ / Nuju
- カノイ：物体移動のノーブルカノイ「マタツ」

氷のツラガで、コ・コロ村の長老。
ピッケル状の杖・アイスピックを持つ。
オネワ / Onewa
- カノイ：暗示のノーブルカノイ「コマウ」

岩石のツラガで、ポ・コロ村の長老。
槌状の杖・ストーンハンマーを持つ。
ウェヌア / Whenua
- カノイ：暗視のノーブルカノイ「ルル」

大地のツラガで、オヌ・コロ村の長老。
ドリルのような形状の杖・ドリルスタッフを持つ。

## メトロ・ヌイのツラガ
デューム / Dume
- カノイ：無生物を修復させる、再生のノーブルカノイ「キリル」

古くからメトロ・ヌイを統治している炎のツラガ。
彼によって都市は築かれ、平和が保たれてきた。
リカーン / Lhikan
- カノイ：守りのノーブルカノイ「グレートハウ」

炎のツラガ。リカーンがツラガとなった姿。
アルティメットデュームからワカマを庇って殺害されてしまう。死の間際に自らのカノイをワカマに授けた。